# Crain Ridge
Crain Ridge är en bergstopp i Antarktis. Den ligger i Västantarktis. Argentina, Chile och Storbritannien gör anspråk på området. Toppen på Crain Ridge är 1 258 meter över havet.
Terrängen runt Crain Ridge är varierad. Trakten är obefolkad. Det finns inga samhällen i närheten.